# لوسيوس مارسيوس فيليبوس (قنصل 56 ق.م)
لوسيوس مارسيوس فيليبوس (عاش في القرن الأول قبل الميلاد) كان عضوا في عائلة سناتورية رومانية. كان من سلالة الملك الروماني أنكوس ماركيوس وابن القنصل والرقيب لوسيوس مارسيوس فيليبوس. كان بريتور في عام 60 ق.م، وأصبح حاكمًا لسوريا في عام 59 ق.م، على الرغم من أن أبيان (الحروب السورية 8.51) يسجل أنه كان حاكمًا لسوريا في 61 ق.م. في نفس العام، تزوج من آتيا بالبا كيسونيا، ابنة أخ يوليوس قيصر. كان لدى فيليبوس ابن وابنة أسمها مارسيا من زواج سابق انتهى بوفاة زوجته. وكان زوج «آتيا» السابق، غايوس أوكتافيوس، قد توفي لدى عودته إلى روما، تاركا لها ولدين: أوكتيفيا الصغرى وغايوس أوكتافيوس (الإمبراطور الروماني أغسطس مستقبلاً). اعتز فيليبوس بأولاد زوجته كما لو كانوا من أبناء عائلته. كان القنصل من 56 ق.م مع غنايوس كورنيليوس لينتولوس مارسيلينوس.

## روابط خارجية
- Ronald Syme, The Augustan Aristocracy (preview in Googlebooks)
- Roman coinage depicting Philippus